# Silvester Belt
Silvestras Beltė (Kaunas, 26 de noviembre de 1997), conocido profesionalmente como Silvester Belt, es un cantante y compositor lituano. Representó a Lituania en el Festival de la Canción de Eurovisión 2024 con la canción "Luktelk".

## Biografía
Beltė nació en Kaunas, Lituania. Se graduó en la Universidad de Westminster en Londres con una licenciatura en Interpretación Musical Comercial. Tras finalizar sus estudios, regresó a Lituania para trabajar en nuevos materiales electrónicos/pop.
En 2017, Beltė compitió y luego ganó el reality show lituano Aš – superhitas (Soy un superhit). Posteriormente se mudó de su ciudad natal a Vilna, donde luego lanzó su sencillo debut, "Noise".
Poco después trabajó detrás de escena del programa de televisión 2 Barai, el equivalente lituano del concurso de telerrealidad The Bar.
Al año siguiente, compitió en la sexta temporada de X Faktorius, la versión lituana de The X Factor, donde fue eliminado en la cuarta semana.
El personaje escénico de Beltė, Tyler Bombard, es descrito por el propio Belté como "un extraterrestre que vino a la Tierra para librar una guerra contra la mala música". El 19 de diciembre de 2023, se anunció que Beltė competiría en Eurovizija.LT, la selección nacional de Lituania para seleccionar la entrada del país en el Festival de la Canción de Eurovisión 2024, con la canción "Luktelk". Sin embargo, no compitió como su personaje Tyler Bombard. Finalmente, fue el escogido para representar a Lituania en Malmö (Suecia).
Tras quedar en cuarto puesto en la primera semifinal de Eurovisión, pasó a la final. Acabó en decimocuarto lugar y obtuvo 90 puntos en total (32 de los jurados y 58 del televoto).

## Vida personal
En 2017 Beltė se declaró abiertamente bisexual.